# Festuca chalcophaea
Festuca chalcophaea är en gräsart som beskrevs av Lev Melkhisedekovich Kreczetowicz och Jevgenij Grigorjevitj Bobrov. Festuca chalcophaea ingår i släktet svinglar, och familjen gräs. Inga underarter finns listade i Catalogue of Life.